# …hogy engedelmességgel tartozol Neki
A …hogy engedelmességgel tartozol Neki (eredetileg angolul —That Thou art Mindful of Him) egy sci-fi novella, amelyet Isaac Asimov írt 1974-ben, a Fantasy and Science Fiction magazin májusi számában jelent meg. Magyarul a Robottörténetek című novelláskötetben olvasható.

## Történet
|  | Alább a cselekmény részletei következnek! |

2180-ban járunk, s az Amerikai Robot válsághelyzetben van. Gunnar Eisenmuth, az egyik Globális Gondnok közölte a vállalat vezetőjével, Maxwell Robertsonnal, hogy két éve van fölszámolni a céget, amennyiben nem sikerül valamit kezdeniük az emberek egyre növekvő Frankenstein-komplexusával. Utolsó lehetőségként Keith Harriman, az Amerikai Robot kutatási igazgatója létrehozza a JG (George) sorozatot, amely gondolkodásmódja minden eddiginél emberibb, s képes megítélni, hogy melyik ember értékesebb. George 10-et bízza meg a probléma megoldásával.
George 10 és 9 arra a megoldásra jut, hogy a robotok értelmi képességeit kell csökkenteni ahhoz, hogy az emberek ne érezzék őket vetélytársnak. Le kell kicsinyíteni a pozitronagyat, ez azonban a három törvény mellőzésével jár. Hogy mégse kelljen megszegniük a törvényeket, előre betáplált utasításoknak előre betáplált végrehajtási módot kell megadni. Így születik meg az első újfajta robot, ami madárként funkcionál, s egyetlen képessége, hogy el tudja kapni a veteményesben az ecetmuslicákat. Eisenmuthnak tetszik az ötlet, így a humanoid robotokat visszavonják, nagy részüket szétszerelik. Az Amerikai Robot titkon azt tervezi, egyszer még visszatérhetnek az eredeti gépek.
Közben George 10 és 9 a raktárban megállapítják, hogy egymást embernek gondolják, sőt, ők a legértékesebb emberek, így amint újra kimehetnek, saját akaratuk szerint viselkedhetnek…
|  | Itt a vége a cselekmény részletezésének! |

## Megjelenések

### Angolul
1. Fantasy & Science Fiction, 1974. május
2. Final Stage (Charterhouse, 1974)
3. The Bicentennial Man and Other Stories (Doubleday, 1976)
4. Souls in Metal (St Martin's, 1977)
5. The Complete Robot (Doubleday, 1982)
6. The Robot Collection (Doubleday, 1983)
7. The Asimov Chronicles: Fifty Years of Isaac Asimov (Dark Harvest, 1989)

### Magyarul
1. Robottörténetek, II. kötet (Móra, 1993, ford.: Bihari György)
2. Isaac Asimov teljes Alapítvány-Birodalom-Robot Univerzuma, I. kötet (Szukits, 2001, ford.: Bihari György)

| Előző    | Sorozat                                               | Következő              |
| -------- | ----------------------------------------------------- | ---------------------- |
| Too Bad! | Robot sorozat Alapítvány–Birodalom–Robot regényciklus | A két évszázados ember |